# Ator não estatal
Um ator não estatal são organizações e/ou indivíduos que não são afiliados, dirigidos ou financiados por qualquer governo.
Os interesses, a estrutura e a influência dos atores não estatais variam muito. Por exemplo, entre eles estão organizações sem fins lucrativos, sindicatos, organizações não governamentais, bancos, corporações, organizações de mídia, magnatas empresariais, movimentos de libertação popular, grupos de lobby, grupos religiosos, agências de assistência e atores não estatais violentos como forças paramilitares.

## Tipos
Algumas classes comuns e influentes de atores não estatais estão listadas aqui:
- Os magnatas de negócios são indivíduos que comandam grandes riquezas e que muitas vezes procuram influenciar os assuntos nacionais e internacionais. Exemplos são Warren Buffett e Elon Musk.
- As corporações, que incluem corporações multinacionais, são empresas autorizadas a atuar como entidades únicas (legalmente como pessoas) e são reconhecidas como tal em lei. Elas incluem empresas muito grandes que operam transnacionalmente, como The Coca-Cola Company, McDonald's, General Motors, Adidas, Huawei, Renault, Samsung, Nestlé e Toyota.
- As organizações autônomas descentralizadas (decentralized autonomous organization; DAO), às vezes conhecidas como corporações autônomas descentralizadas, operam de acordo com regras codificadas como programas de computador chamados contratos inteligentes.[2]:229 A criptomoeda Bitcoin é um exemplo de DAO que, a partir de 2018, cresceu e se tornou economicamente influente.
- As agências internacionais de mídia, que geralmente também são corporações, relatam a situação social e política em países do mundo e podem, portanto, ser altamente influentes como atores não estatais. Exemplos de tais agências são AFP, EFE, Reuters, AP, RIA Novosti e Xinhua.
- Organizações não governamentais (ONGs), que incluem organizações não governamentais internacionais (ONGIs), geralmente são organizações sem fins lucrativos que buscam efetuar mudanças nas áreas humanitária, educacional, ecológica, de saúde, políticas públicas, sociais, de direitos humanos, ambientais e outras. Exemplos de ONGs são Greenpeace, Cruz Vermelha/Crescente Vermelho, Anistia Internacional, Human Rights Watch e WWF. Embaixadores de Boa Vontade ou trabalhadores de ajuda humanitária envolvidos em missões de ONGIs no exterior também podem ser considerados atores não estatais.
- Os movimentos populares são movimentos de massa que se tornam influentes com tamanho e longevidade. Exemplos incluem os movimentos que surgiram durante a Primavera Árabe de 2011.
- Os grupos religiosos geralmente se envolvem em assuntos políticos a nível internacional. Por exemplo, os Quakers, como uma igreja histórica da paz, operam escritórios nas Nações Unidas.[3][4] Outro exemplo é o Talibã, que é um grupo religioso e também um ator não estatal violento.
- As comunidades da diáspora transnacional são comunidades étnicas ou nacionais que geralmente procuram trazer mudanças sociais e políticas para seus países de origem e seus países adotivos. A diáspora israelense é um exemplo.
- Associações não constituídas, sociedades secretas e organizações cívicas desconhecidas ou não reconhecidas pelo Estado ou governo podem ser consideradas atores não estatais.
- Nações e povos não representados incluem muitos povos indígenas e sociedades do Quarto Mundo.
- Atores não estatais violentos são grupos armados, incluindo grupos como o ISIS ou organizações criminosas, por exemplo, cartéis de drogas.
- Cidadãos do mundo podem ser considerados atores não estatais se estiverem ativos em movimentos ou causas sociais atuantes fora de seu próprio país.

## Efeitos sobre o modelo de Estado de Vestfália
A proliferação de atores não estatais desde o fim da Guerra Fria tem sido um dos fatores que levaram ao Paradigma da Teia de Aranha na política internacional. Sob esse paradigma, o Estado-nação tradicional vestfaliano sofre uma erosão do poder e da soberania, e os atores não estatais são parte da causa. Facilitados pela globalização, os atores não estatais desafiam as fronteiras dos Estados-nação e as reivindicações de soberania. As multinacionais nem sempre são simpáticas aos interesses nacionais, mas são leais aos interesses da corporação. Os atores não estatais desafiam a soberania do Estado-nação sobre assuntos internos por meio da defesa de questões sociais, como direitos humanos e meio ambiente.
Atores não estatais armados operam sem controle estatal e estão envolvidos em conflitos internos e transfronteiriços. A atividade de tais grupos em conflitos armados adiciona camadas de complexidade à gestão e resolução de conflitos tradicionais. Os conflitos são frequentemente travados não apenas entre atores não estatais e Estados, mas também entre vários grupos de atores não estatais. Intervenções em tais conflitos são particularmente desafiadoras, uma vez que o direito internacional e as normas que regem o uso da força para fins de intervenção ou manutenção da paz foram escritas principalmente no contexto do Estado-nação.
Além disso, atores não estatais armados foram recentemente responsabilizados perante o direito internacional com a decisão Conselho de Segurança das Nações Unidas de permitir que o princípio de autodefesa fosse aplicado contra uma ator não estatal. Após os ataques terroristas de 11 de setembro, os Estados Unidos e a ONU debateram se o direito de autodefesa, protegido pelo Artigo 51 da Carta das Nações Unidas, era aplicável a atores não estatais armados, neste caso a Al-Qaeda. O Artigo 51 permite que os Estados-membros busquem uma autodefesa preventiva se souberem que um ataque iminente está por vir. Ainda existem muitas questões sobre até que ponto o potencial Estado vítima poderia retaliar contra o ator não estatal armado, uma vez que a maioria dos atores não estatais armados geralmente residem no território de um Estado soberano, que, portanto, também pode sofrer um ataque de retaliação ou preventivo. Os ataques de 11 de setembro tiveram um impacto significativo na demonstração de que os atores não estatais podem ser responsabilizados perante o direito internacional e podem lutar nas arenas políticas e militares, ao lado dos Estados.

## Exemplo: Acordo de Cotonu
O termo Atores Não Estatais é amplamente utilizado na cooperação ao desenvolvimento, particularmente no âmbito do Acordo de Cotonu entre a União Europeia e países ACP de África, Caribe e do Pacífico. O acordo usa o termo para se referir a uma ampla gama de atores não governamentais de desenvolvimento cuja participação na cooperação para o desenvolvimento da ACP e UE [en] é agora formalmente reconhecida. De acordo com o Artigo 6, os atores não estatais incluem:
- a sociedade civil em toda a sua diversidade, segundo as características nacionais;
- parceiros econômicos e sociais, incluindo organizações sindicais e;
- o setor privado.

Na prática, significa que a participação está aberta a todos os tipos de atores, como organizações comunitárias, grupos de mulheres, associações de direitos humanos, organizações não governamentais (ONGs), organizações religiosas, cooperativas de agricultores, sindicatos, universidades e institutos de pesquisa, a mídia e o setor privado. Também estão incluídos nesta definição grupos informais, como organizações de base, associações informais do setor privado, etc. O setor privado, no entanto, é considerado apenas na medida em que está envolvido em atividades sem fins lucrativos (por exemplo, associações do setor privado, câmaras de comércio, etc.)

## Funções
Atores não estatais podem ajudar na formação de opinião em assuntos internacionais, como o Conselho de Direitos Humanos. As organizações internacionais formais também podem contar com atores não estatais, particularmente ONGs, na forma de parceiros de implementação no contexto nacional. Um exemplo é a contribuição do COHRE (Centre on Housing Rights and Evictions), para a proteção dos direitos de terra e propriedade no Kosovo.
Os atores não estatais são agentes fundamentais para ajudar a alcançar os objetivos de desenvolvimento nacionais e internacionais, como os que envolvem as mudanças climáticas. Ações de atores não estatais contribuem significativamente para preencher a lacuna de emissões de gases de efeito estufa deixada por políticas climáticas nacionais pouco ambiciosas ou mal executadas, contribuições determinadas a nível nacional [en].
Outro exemplo que mostra a importância dos atores não estatais na construção da paz é a contribuição da ICBL (Campanha Internacional para a Proibição de Minas Terrestres) para a proibição internacional do uso de minas terrestres. A ICBL é uma rede global de ONGs que opera em mais de 90 países desde 1992. Seu objetivo principal é tornar o mundo livre de minas terrestres antipessoal. Sua propaganda passional apelando para a cooperação global atraiu Diana, Princesa de Gales, a se tornar uma defensora fervorosa. Juntos, eles levaram a questão à Assembleia Geral das Nações Unidas. Os esforços da ICBL levaram a comunidade internacional a instar os Estados a ratificar o Tratado de Ottawa (Tratado de Proibição de Minas) em 1997, e sua contribuição foi reconhecida e elogiada ao receber o Prêmio Nobel da Paz no mesmo ano.
Os atores não estatais também têm um papel na governança. Embora os atores não estatais sejam incrivelmente úteis para promover a paz internacional, monitorar violações de direitos humanos e fazer lobby em questões sociopolíticas como as mudanças climáticas, elas também desempenham um papel na governança não tradicional. Muitos Estados frágeis dependem de atores não estatais para proteção e administração. Métodos mais tradicionais de governança incluem tribunais e clãs locais, por outro lado, grupos não tradicionais da de atores não estatais governam como paramilitares ou grupos rebeldes. A importância disso é que nos últimos 20 anos os atores não estatais adquiriram reconhecimento legal devido ao seu forte envolvimento na ordem internacional. Sua crescente presença como uma presença governamental alternativa também os responsabiliza perante o direito internacional.

## Leitura complementar
- Chickering, Lawrence A., et al. Strategic Foreign Assistance: Civil Society in International Security. Stanford: Hoover Institution Press, 2006.
- Keck, Margaret E. and Kathryn Sikkink. Activists beyond Borders: Advocacy Networks in International Politics. London: Cornell University Press, 1998.
- San-Akca, Belgin. "States in Disguise: Causes of State Support for Rebel Groups." New York: Oxford University Press, 2016.
- Sobelman, Daniel. "Four Years After the Withdrawal from Lebanon: Refining the Rules of the Game", Strategic Assessment, Vol. 7 No. 2, August 2004.
- Warkentin, Craig. Reshaping World Politics: NGOs, the Internet, and Global Civil Society. New York: Rowman and Littlefield Publishers, 2001.
- Wagner, Markus. Non-State Actors. The Max Encyclopedia of Public International Law, Oxford: Oxford University Press, 2010.
- San-Akca, Belgin. "International Support for Nonstate Armed Groups", New York: Oxford Bibliographies. September 28, 2016.
- "Non-State Actors and Their Significance"—Article on terrorists as NSAs, see section titled "Non-State Actors (NSAs): Who Are They?"